# Pseudomma surugae
Pseudomma surugae är en kräftdjursart som beskrevs av Murano 1974. Pseudomma surugae ingår i släktet Pseudomma och familjen Mysidae. Inga underarter finns listade i Catalogue of Life.